# Allobodilus fascinatus
Allobodilus fascinatus är en skalbaggsart som beskrevs av S. Endrödi 1980. Allobodilus fascinatus ingår i släktet Allobodilus och familjen Aphodiidae. Inga underarter finns listade i Catalogue of Life.